# Survival (Bob Marley & the Wailers)
(Bob Marley)
Survival è un album del cantante reggae Bob Marley e del suo gruppo, The Wailers, realizzato nel 1979.La prima traccia dell'album appare nella radio tuff Gong di Grand Theft Auto IV.

## Descrizione
Il disco - il settimo della carriera, il quinto in studio - è quello più schierato politicamente del cantante e uno dei suoi riconosciuti capolavori. Sin dalla copertina, in cui sono rappresentate molte bandiere delle nazioni dell'Africa, è evidente il significato profondo dell'album, che inneggia alla solidarietà politica e alla pace tra i popoli africani, percepibile nettamente in alcune canzoni come So Much Trouble in the World, Africa Unite e Zimbabwe (che divenne l'inno dei ribelli nella Rhodesia Meridionale). In Ambush in the Night (in italiano Imboscata nella notte) Marley ripercorre la vicenda del suo attentato del 1976 in Giamaica, nel quale rimase ferito.
Dopo il mezzo passo falso del precedente lavoro Kaya (ma bisogna considerare che in quell'anno ebbe svariati problemi legati alla diagnosi di un melanoma e che ancora durante la registrazione di Survival Marley sembrava molto affaticato e teso), musicalmente è un grande ritorno alle radici e alle atmosfere reggae più incisive di Exodus.
Alla fine del 1978 Marley aveva difatti realizzato il suo sogno, un viaggio attraverso l'Africa. Tornato in Giamaica decise di realizzare un album, intitolato nelle prime intenzioni Black Survival, interamente dedicato a questo continente.
Il disco venne dunque registrato interamente a Kingston in Giamaica tra il gennaio e il febbraio del 1979 con un nuovo tecnico del suono, Alex Sadkin, a cui il cantante fece un'unica richiesta, che l'album suonasse come uno di Stevie Wonder. Gli assoli sono pochissimi, come a concentrarsi più sui testi che sulla musica.
Il disco è stato concepito da Bob Marley come il primo di una trilogia, proseguita nel 1980 con Uprising e che si sarebbe dovuta concludere con Confrontation, ma la sua morte nel 1981 gli impedì di portare a termine il progetto.
Il Survival Tour fu il più lungo intrapreso da Marley, toccando cinque continenti, anche se i concerti furono concentrati soprattutto negli Stati Uniti. Zimbabwe fu suonata da Marley durante le celebrazioni per la dichiarazione di indipendenza dello Zimbabwe nel 1980. Per il suo evidente significato pan-africano, politico ed eversivo, l'album venne parzialmente censurato dal governo del Sudafrica graffiandolo con delle lame.

## Copertina
La copertina mostra quarantotto bandiere, quarantasette di stati africani e una, quella di Papua Nuova Guinea, di uno stato dell'Oceania (incluso per gli amichevoli rapporti di Marley con le tribù Maori e Hopi). Per lo Zimbabwe, che nel 1979, all'epoca della realizzazione del disco, si chiamava Zimbabwe Rhodesia e non aveva ancora ottenuto l'indipendenza dal Regno Unito, non è presente la bandiera nazionale ma le bandiere dei due principali partiti politici: ZAPU e ZANU-PF. Alcune delle bandiere rappresentate, attualmente non sono più in vigore o fanno riferimento a stati che hanno cambiato nome (come ad esempio lo Zaire diventato Repubblica Democratica del Congo) ed inoltre non tutte le nazioni africane sono state incluse, mancando ad esempio Capo Verde, le Comore, la Libia e il Sudafrica.
| Kenya (bandiera)             | Angola (bandiera)             | Costa d'Avorio (bandiera)     | Etiopia (bandiera)                                                                        | Ciad (bandiera)                                                       | Egitto (bandiera)     | Ghana (bandiera)    |
| Kenya                        | Angola                        | Costa d'Avorio                | Etiopia                                                                                   | Ciad                                                                  | Egitto                | Ghana               |
| Senegal (bandiera)           | Sierra Leone (bandiera)       | Camerun (bandiera)            | Tunisia (bandiera)                                                                        | Niger (bandiera)                                                      | Nigeria (bandiera)    | Guinea (bandiera)   |
| Senegal                      | Sierra Leone                  | Camerun                       | Tunisia                                                                                   | Niger                                                                 | Nigeria               | Guinea              |
| Gambia (bandiera)            | Somalia (bandiera)            | Alto Volta (bandiera)         | Zaire (bandiera)                                                                          | Guinea-Bissau (bandiera)                                              | Liberia (bandiera)    | eSwatini (bandiera) |
| Gambia                       | Somalia                       | Alto Volta                    | Zaire                                                                                     | Guinea-Bissau                                                         | Liberia               | Swaziland           |
| Madagascar (bandiera)        | Togo (bandiera)               | Mozambico (bandiera)          | Rep. Centrafricana (bandiera)                                                             | Bandiera del partito Unione del Popolo Africano dello Zimbabwe (ZAPU) | Seychelles (bandiera) | Zambia (bandiera)   |
| Madagascar                   | Togo                          | Mozambico                     | Repubblica Centrafricana                                                                  | ZAPU (Zimbabwe)                                                       | Seychelles            | Zambia              |
| Lesotho (bandiera)           | Uganda (bandiera)             | Algeria (bandiera)            | Mali (bandiera)                                                                           | Sudan (bandiera)                                                      | Botswana (bandiera)   | Marocco (bandiera)  |
| Lesotho                      | Uganda                        | Algeria                       | Mali                                                                                      | Sudan                                                                 | Botswana              | Marocco             |
| Congo-Brazzaville (bandiera) | Tanzania (bandiera)           | Burundi (bandiera)            | Bandiera del partito Unione Nazionale Africana di Zimbabwe - Fronte Patriottico (ZANU-PF) | Mauritius (bandiera)                                                  | Mauritania (bandiera) | Gabon (bandiera)    |
| Repubblica del Congo         | Tanzania                      | Burundi                       | ZANU-PF (Zimbabwe)                                                                        | Mauritius                                                             | Mauritania            | Gabon               |
| Benin (bandiera)             | Guinea Equatoriale (bandiera) | Papua Nuova Guinea (bandiera) | Malawi (bandiera)                                                                         | São Tomé e Príncipe (bandiera)                                        | Gibuti (bandiera)     | Ruanda (bandiera)   |
| Benin                        | Guinea Equatoriale            | Papua Nuova Guinea            | Malawi                                                                                    | São Tomé e Príncipe                                                   | Gibuti                | Ruanda.             |

Lo sfondo dietro al titolo del disco è il disegno di una affollata stiva di una nave negriera.

## Tracce
Tutte le canzoni sono composte da Bob Marley, eccetto dove indicato.
Lato A
1. So Much Trouble in the World – 4:00
2. Zimbabwe – 3:51
3. Top Rankin' – 3:11
4. Babylon System – 4:21
5. Survival – 3:54

Lato B
1. Africa Unite – 2:55
2. One Drop – 3:51
3. Ride Natty Ride – 3:51
4. Ambush in the Night – 3:14
5. Wake Up and Live (Bob Marley, Davis) – 5:00

## Musicisti
- Bob Marley: voce solista, chitarra acustica ed chitarra ritmica, percussioni
- Aston Barrett, detto "Family Man": basso, chitarra ritmica, percussioni
- Carlton Barrett: batteria, percussioni
- Tyrone "Organ D" Downie: tastiere, percussioni, cori
- Alvin "Seeco" Patterson: percussioni
- Junior Marvin: chitarra solista, cori
- Earl "Wire" Lindo: tastiere
- Al Anderson: chitarra solista
- Rita Marley, Marcia Griffiths e Judy Mowatt: cori

## Classifiche
| Classifica (1979) | Posizione massima |
| ----------------- | ----------------- |
| Francia           | 12                |
| Germania          | 40                |
| Italia            | 9                 |
| Norvegia          | 10                |
| Nuova Zelanda     | 14                |
| Paesi Bassi       | 25                |
| Regno Unito       | 20                |
| Stati Uniti       | 70                |
| Stati Uniti (R&B) | 32                |
| Svezia            | 17                |